# Эсперанто-встреча

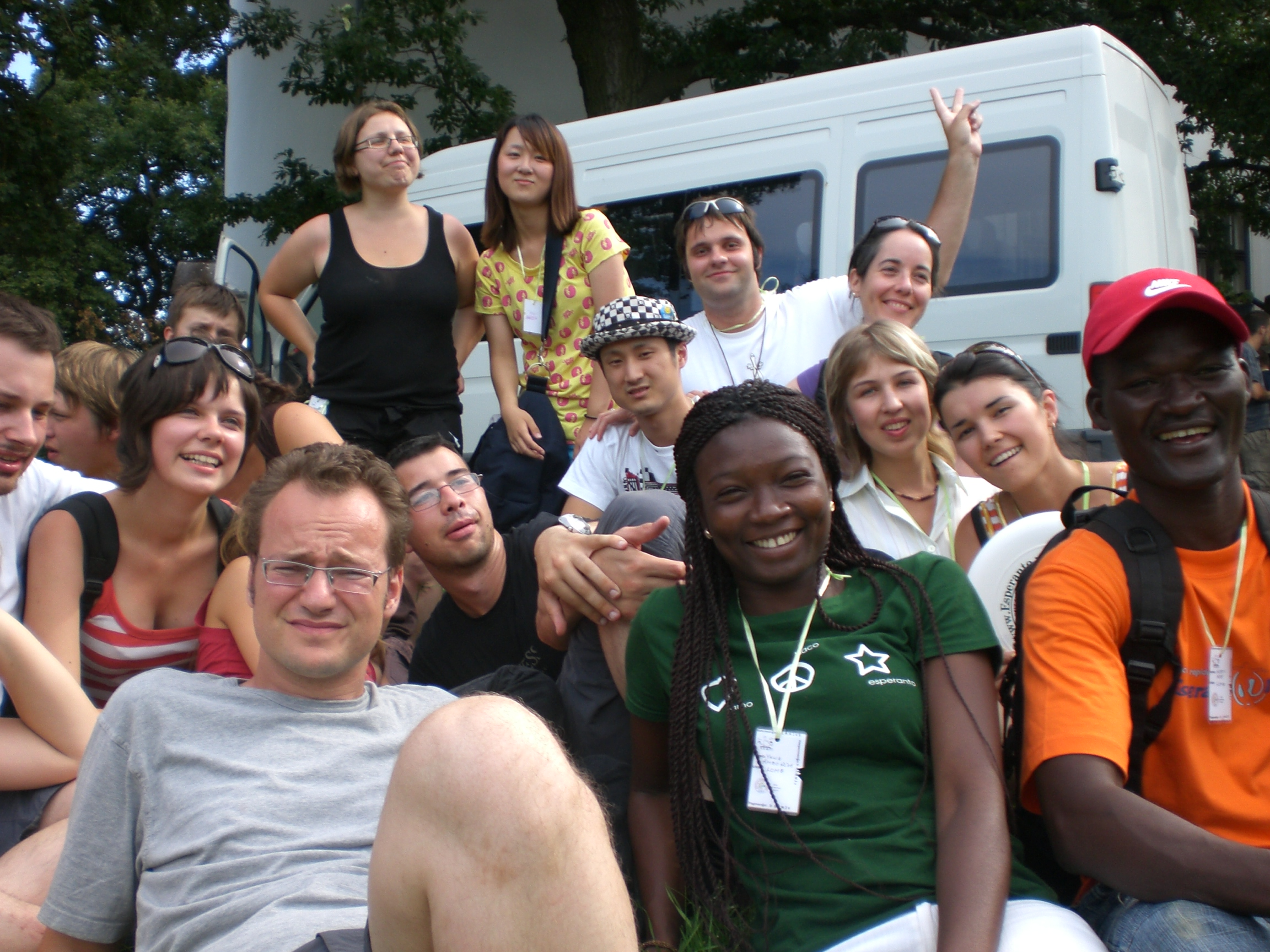
На большие эсперанто-встречи съезжаются эсперантисты со всех частей света. (на фото: участники IJK-2008 в Сомбатхее, Венгрия)

Эсперанто-встреча — встреча эсперантистов.
Первые эсперанто-встречи проводятся с начала XX века в Британии и Франции. Уже в 1905 прошёл первый Всемирный конгресс эсперантистов в Булонь-сюр-Мер, на котором присутствовали 688 участников из 20 стран. На данный момент эсперанто-встречи проходят на всех континентах, и многие из них — регулярны.

## Классификация
| Согласно месту проведения: - Всемирные — проходящие во всех уголках мира. В первую очередь к ним относится Всемирный конгресс эсперантистов, конгресс SAT и Международный молодёжный конгресс эсперанто. - Региональные — в рамках определённого континента или географического региона. - Национальные — в рамках страны. | Согласно возрастной категории: - Детские - Молодёжные - Семейные Согласно целям: - Общие - Культурные - Стимулирующие эсперанто-движение - Тематические - Курсы |

## Список эсперанто-встреч

### Всемирные
| Название                                                                             | Год появления | Среднее количество участников | Особенность встречи / Краткое описание | Ссылка                               |
| ------------------------------------------------------------------------------------ | ------------- | ----------------------------- | --- | ------------------------------------ |
| Всемирный конгресс эсперантистов (эсп. Universala Kongreso de Esperanto, UK или UKE) | 1905          | > 1000                        | Общая Высший орган Всемирной ассоциации эсперанто (UEA). Ежегодно проходит в одной из стран-членов UEA. Это самое крупное в мире эсперанто-мероприятие. Помимо культурных и просветительских мероприятий UEA, на конгрессе решаются все организационные вопросы UEA — в частности, происходит очная встреча комитета этой организации и выборы президента. | (эсп.) Ссылка                        |
| Конгресс SAT (эсп. SAT-Kongreso)                                                     | 1921          | 70 — 150                      | Безнационализм Ежегодное собрания членов и сторонников Всемирной безнациональной ассоциации (эсп. Sennacieca Asocio Tutmonda) для содействия решению социальных проблем в разных регионах мира. Конгресс проходит в июле или в августе. Первый конгресс SAT принято считать прошедшим во время 13 Всемирного конгресса эсперантистов в Праге в 1921 году, когда было провозглашено создания самой ассоциации. Больше всего участников было зарегистрировано на Парижском конгрессе 1949 году — 1325. В России в последний раз конгресс SAT проходил в Москве в 2000 году. | (эсп.) Ссылка                        |
| Международный детский конгрессик (эсп. Internacia Infana Kongreseto, IIK)            | 1951          | 15 — 40                       | Детская Мероприятие для детей от 6 до 13-16 лет, которые умеют разговаривать на эсперанто. Как правило, конгрессик проходит одну неделю одновременно или близко по времени со Всемирным конгрессом эсперанто. Первый IIK состоялся в Мюнхене в 1951 году. | (эсп.) Ссылка (эсп.) IIK 2010        |
| Международный молодёжный конгресс эсперанто (эсп. Internacia Junulara Kongreso, IJK) | 1938          | несколько сотен               | Молодёжная Ежегодное мероприятие Всемирной молодёжной организации эсперантистов (TEJO). Место проведения очередного конгресса определяет правление TEJO на основании представленных местными молодёжными организациями предложений. Как правило, IJK проходит недалеко от Всемирного конгресса эсперанто и согласуется с ним по датам, чтобы можно было при желании посетить обе встречи. | (эсп.) Ссылка (эсп.) (укр.) IJK 2011 |

### Региональные
| Название | Год     | Регион                             | Уч-ков          | Особенность встречи / Краткое описание | Ссылка                                     |
| Aзия | Aзия    | Aзия                               | Aзия            | Aзия | Aзия                                       |
| --- | ------- | ---------------------------------- | --------------- | --- | ------------------------------------------ |
| Азиатский конгресс эсперанто (эсп. Azia Kongreso de Esperanto, AKE)                                          | 1996    |                                    | несколько сотен | Общая AKE созывается Азиатской Комиссией UEA и организовывается местным оргкомитетом конгресса. AKE проходит каждые два-три года. | (эсп.) AKE 2010                            |
| Общий семинар (эсп. Komuna Seminario, KS)                                                                    | 1982    | Китай · Япония · Республика Корея  | < 70            | Общая Молодёжная встреча китайских, японских и корейских эсперантистов. KS всё время проходил в этих странах до 2010, когда семинар состоялся в Ханое. | (эсп.) (англ.) Ссылка (недоступная ссылка) |
| Америка |         |                                    |                 | |                                            |
| Всеамериканский конгресс эсперанто (эсп. Tut-Amerika Kongreso de Esperanto, TAKE)                            | 1978    |                                    | 170 — 190       | Общая Встреча американских эсперантистов. Вначале она была нерегулярной, но, начиная с 3-го конгресса, стала проводиться каждые 3 года. TAKE созывается Американской Комиссией UEA и организовывается местным оргкомитетом конгресса. TAKE нацелен усилить солидарность между эсперантистами из Северной, Центральной и Южной Америк, развивать эсперанто-движения и исследовать его проблемы. | (эсп.) 8-й TAKE                            |
| Северо-западная региональная эсперанто-конференция (эсп. Nord-Okcidenta Regiona Esperanto-Konferenco, NOREK) | 1981    | Соединённые Штаты Америки · Канада |                 | Общая Ежегодная встреча северо-западных американских и юго-западных канадских эсперантистов. Обычно проходит в штате Вашингтон или в Британской Колумбии. | (эсп.) (англ.) NOREK 2008                  |
| Европа |         |                                    |                 | |                                            |
| Junulara E-Semajno (JES, рус. Молодёжная Э-неделя)                                                           | 2009/10 | Германия · Польша                  | ок. 250         | Молодёжная, Новогодняя Новогодняя молодёжная эсперанто-встреча, организуемая Польской и Немецкой молодёжными эсперанто-организациями. JES было создано путём слияния двух предновогодних молодёжных эсперанто-встреч — польского Ago-Semajno (AS) и немецкого Международного семинара (эсп. Internacia Seminario, IS). Сезон 2008/2009 стал для обоих мероприятий последним: для IS это был 52-й сезон, для AS — 7-й. Согласно идее организаторов, JES будет проходить ежегодно в течение одной недели в разных местах Центральной Европы. | JES 2009/10 JES 2010/11                    |
| Встреча эсперанто-семей (эсп. Renkontiĝo de Esperantistaj Familioj, REF)                                     | 1979    | Европа                             | 60 — 90         | Семейная Традиционная ежегодная встреча эсперантоговорящих семей с детьми, которые используют эсперанто в семейной жизни. Первый REF состоялся в 1979 году в Венгрии. Встречи проходят в основном в странах Центральной Европе. В них принимают участия 15 — 25 семей из более чем 10 стран.. | (эсп.) (англ.) Ссылка                      |
| Семинар TEJO (эсп. TEJO-Seminario)                                                                           | 1992    | Европа                             |                 | Стимулирующая эсперанто-движения Семинар, проводимый Всемирной молодёжной организацией эсперантистов, на котором обсуждаются актуальные темы. Благодаря семинаром TEJO было создано ряд эффективных проектов: Lernu!, Lingva Prismo, Interkulturo. | (эсп.) Ссылка                              |
| Культурный фестиваль эсперанто (эсп. Kultura Esperanto-Festivalo, KEF)                                       | 1986    | Дания · Финляндия · Швеция         | > 100           | Культурная Фестиваль оригинальной эсперанто-культуры, который традиционно проходит в скандинавских странах. Его программа включает презентации новых музыкальных и литературных произведений, театральных постановок. | (эсп.) KEF 2009                            |
| Эсперанто — искусственный язык (эсп. Esperanto - Lingvo Arta, EoLA)                                          | 1988    | Беларусь · Россия · Украина        | 50 — 150        | Культурная Проводится Российским союзом эсперантистов REU совместно с Российским эсперантистским молодёжным движением REJM. Последний, 20-й, EoLA прошёл в 2008 году в Чебоксарах. | (эсп.) EolA 2005                           |

### Национальные
| Название                                                                        | Год     | Страна                    | Уч-ков          | Особенность встречи / Краткое описание | Ссылка                                                                  |
| Америка                                                                         | Америка | Америка                   | Америка         | Америка | Америка                                                                 |
| ------------------------------------------------------------------------------- | ------- | ------------------------- | --------------- | --- | ----------------------------------------------------------------------- |
| Осенняя встреча эсперанто(эсп. Aŭtuna Renkontiĝo de Esperanto, ARE)             | 1994    | Соединённые Штаты Америки | ок. 50          | Общая Встреча эсперантистов на северо-востоке США каждую осень. Организатор мероприятия Квебекское эсперанто-общество совместно с эсперанто-организациями из Нью-Йорка и Новой Англии. До 2005 года ARE проходил на горнолыжном курорте Okemo Mountain. После — на курорте возле озера в штате Нью-Йорк. ARE всегда проходит на выходных во время празднования дня Колумба в США и дня Благодарения в Канаде, когда понедельник — выходной день в обеих странах. | ARE 2011                                                                |
| Северо-американские летние курсы (эсп. Nord-Amerika Somera Kursaro, NASK)       | 1970    | Соединённые Штаты Америки |                 | Курсы Ежегодные трёхнедельные курсы эсперанто разного уровня. Начиная с 2007 года проходят в Калифорнийский университет в Сан-Диего. | (эсп.) (англ.) Ссылка                                                   |
| Бразильский конгресс эсперанто (эсп. Brazila Kongreso de Esperanto, BKE)        | 1907    | Бразилия                  | несколько сотен | Общая Ежегодная встреча бразильских эсперантистов. | (эсп.) (порт.) BKE 2010 (недоступная ссылка)                            |
| Европа                                                                          |         |                           |                 | |                                                                         |
| FESTO (эсп. Franca Esperanto-Semajno Terure Organizita)                         | 1996    | Франция                   | > 100           | Культурная Ежегодная молодёжная эсперанто-встреча, проводимая Молодёжной эсперантистской французской организацией (эсп. Junulara Esperantista Franca Organizo, JEFO) летом. Особенность FESTO — в её музыкальной программе, организуемой совместно с EUROKKA. Единожды FESTO проходил в Германии в 2009 году. | (эсп.) (фр.) Ссылка                                                     |
| Международные встречи Плуезека (эсп. Internaciaj Renkontoj de Pluezek)          | 1997    | Франция                   | ок. 180         | Общая Эсперанто-встреча, проходящая в коммуне Плуезека департамента Кот-д’Армор в Бретани. Особая место в программе занимают эсперанто-курсы. | (эсп.) (фр.) Ссылка                                                     |
| Берлинская лесная встреча (эсп. Berlina Arbara Renkontiĝo, BARO)                |         | Германия                  | ок. 20          | Семейная Встреча проходящая дважды в году, весной и осенью, в лесу рядом с Бад-Мюндер-ам-Дайстер. На ней присутствуют молодые эсперантисты часто со своими детьми. | (эсп.) (нем.) Ссылка                                                    |
| Международный фестиваль (эсп. Internacia Festivalo, IF)                         | 1979/80 | Германия                  | 120 — 160       | Семейная, Новогодняя Традиционное новогодние мероприятие для семей и совершеннолетних. | (эсп.) Ссылка                                                           |
| KISO (эсп. Kafoklaĉa Internacia Somera Renkontiĝo)                              |         | Германия                  |                 | Общая Встреча организовывается Марбургской эсперанто-группой. | (эсп.) Ссылка                                                           |
| Новогодняя встреча (эсп. Novjara Renkontiĝo, NR)                                | 2001    | Германия                  | 120 — 170       | Новогодняя Новогодняя встреча, проводимая немецкой эсперанто-ассоциацией EsperantoLand. | (эсп.) (нем.) NR 2010/11                                                |
| Международная Весенняя Неделя (эсп. Printempa Semajno Internacia, PSI)          | 1985    | Германия                  | 160 — 170       | Семейная, Пасхальная Международная эсперанто-встреча, организованная Немецкой эсперанто-ассоциацией GEA. Встреча происходит ежегодно в канун Пасхи. На встречу приезжают в основном семьями, но это никоим образом не запрещает участие несемейных эсперантистов. | (эсп.) (нем.) Ссылка                                                    |
| SEFT (эсп. Somera Esperanto-Familia/Feria Tendaro)                              | 1978    | Германия                  | > 70            | Общая Проходит в Мекленбург-Передняя Померания в лесу, где разбивается лагерь. Изначальное название встречи — Секретный эсперантистский лагерь рыболовного крючка (эсп. Sekreta esperantista fiŝhokista tendaro). | (эсп.) Ссылка                                                           |
| Летняя центральноевропейская встреча (эсп. SOmera MEzeuropa REnkontiĝo, SOMERE) | 2003    | Германия                  | < 50            | Семейная Встреча в западной Германии для всей семьи. Она проходит каждое лето и длится две недели. | (эсп.) (нем.) Ссылка                                                    |
| Международная молодёжная неделя (эсп. Internacia Junulara Semajno, IJS)         | 1987    | Венгрия                   | 100 — 150       | Молодёжная Самая большая встреча, проводимая молодёжной венгерской эсперанто-ассоциацией HEJ. Обычная она проходит в июле или в начале августа и продолжается в течение одной недели. Почти всё время местом проведением IJS становится венгерский город, в котором ещё не проходила встреча. | (эсп.) (венг.) Ссылка                                                   |
| Международный молодёжный фестиваль (эсп. Internacia Junulara Festivalo, IJF)    | 1977    | Италия                    | ок. 100         | Молодёжная, Пасхальная Организованная итальянской молодёжной ассоциацией, встреча предназначена для молодых эсперантистов. Проходит обычно во время пасхальных каникул. | (эсп.) (итал.) Ссылка                                                   |
| Итальянский конгресс эсперанто (эсп. Itala Kongreso de Esperanto)               | 1910    | Италия                    | 100 — 150       | Общая Проводится итальянской эсперанто-федерацией, как правило, в августе. | (эсп.) (итал.) Ссылка Архивная копия от 18 июля 2020 на Wayback Machine |
| Arkones (эсп. Artaj Konfrontoj en Esperanto)                                    |         | Польша                    |                 | Культурная Независимый культурный форум, организованный в Познани культурным социальным обществом E-Senco и университетом имени Адама Мицкевича. | (эсп.) (пол.) Ссылка                                                    |
| Летняя эсперанто-школа (эсп. Somera Esperanto-Studado, SES)                     | 2007    | Словакия                  | 100 — 150       | Курсы Летняя эсперанто-встреча, организованная E@I. В первый год называлась Славянской учёбой эсперанто. Во время SES 2008 прошла первая встреча пользователей lernu! | Ссылка                                                                  |